# Хуан Антонио Скасо
Хуан Антонио Скасо (на испански: Juan Antonio Scasso) е уругвайски архитект.

## Биография
Роден е в Монтевидео. Постъпва във факултета по математика на Републиканския университет на Уругвай, след което се прехвърля във факултета по архитектура, който завършва през 1916 г. със златен медал. Получава стипендия от Съвета на университета и продължава образованието си две години в Европа, във Франция, Италия и Испания.
През 1919 г. започва работа в общината на Монтевидео, а през 1929 г. я оглавява. Успоредно с политическата си дейност той преподава в катедрата по рисуване и ландшафтна архитектура в своята алма матер. През 1932 г. се завръща в Европа, където изследва различни проблеми на съвременния урбанизъм.
От значение за архитектурното му мислене е и прекият контакт с Льо Корбюзие по време на посещението му в Уругвай през 1929 г.
Известен е най-вече с изграждането на стадион „Сентенарио“ с известната „Кула на паметта“ (1929 – 1930 г., един от най-добрите примери за архитектурен експресионизъм в Уругвай), който става арена на първия финал на Световно първенство по футбол и е един от най-известните футболни стадиони в света.
Скасо участва и в значителното разширяване на курорта „Ла Палома“ в департамента Роча, яхт клуба на Пунта Горда, хотел „Мирамар“ (1935), реконструкцията на парка Батле в Монтевидео, кампуса на „Пенярол“ в района на Поситос.
През 1932 г. той оглавява „Пенярол“ като президент на клуба. Под ръководството на Скасо „Пенярол“ печели шампионата на Уругвай още същата година.
От 1951 до 1956 г. е заместник-директор на Института по теория на архитектурата и урбанизма (на испански: Instituto de Teoría de la Arquitectura y Urbanismo).
Умира на 2 октомври 1973 г. в Монтевидео.

## Галерия
- Експериментално училище „Малвин“ (1927). Сн. 2012
- Стадион „Сентенарио“ през 1930
- Публиката на трибуна „Амстердам“ по време на мача между Уругвай и Перу в деня на откриването на стадион „Сентенарио“, 18 юли 1930
- Стадион „Сентенарио“ през 1930
- „Кула на паметта“ на стадион „Сентенарио“
- Хотел „Мирамар“ (1935)
- Хотел „Мирамар“ (1935)
- Планетариум на Монтевидео

## За него
- Arana, M.; Garabelli, L.; Livni, J. L. “Documentos para una Historia de la Arquitectura Nacional. Arq. Juan Antonio Scasso”. Revista Arquitectura, Nº 255, pp. 23 a 27. SAU. Mdeo, junio de 1986